# Hayabusa 2
|  | No s'ha de confondre amb Hayabusa. |

Hayabusa 2 (はやぶさ2, falcó pelegrí) és una nau espacial robòtica de l'Agència Espacial Japonesa amb la missió de recollir mostres de material de l'asteroide (162173) Ryugu i transportar-les a la Terra per ser analitzades. Sis anys després del seu llançament el 3 de desembre del 2014, cobert amb èxit aquest objectiu, el 5 de desembre del 2020 la nau va encarar l'extensió de la missió dirigint-se cap a l'asteroide 1998 KY26, on hauria d'arribar el 2031, amb l'observació prèvia de l'asteroide de tipus L 2001 CC21 al qual s'aproximaria cap al 2026-2027. El total de la trajectòria comporta diverses operacions d'assistència gravitatòria.

## Antecedents
La missió principal seguia, en general, les línies de la sonda predecessora Hayabusa, amb l'addició d'un artefacte explosiu per crear un petit cràter per assolir capes més profundes de l'asteroide. La nau disposa de motors iònics, tecnologia de navegació i guiat millorades respecte a la Hayabusa, antenes i sistemes de control d'actitud.

## Instruments
La càrrega de la sonda, en el moment del llançament, incloïa els següents instruments científics:
- Sensor remot: Càmera de navegació òptica (Optical Navigation Camera ONC-T, ONC-W1, ONC-W2), càmera d'infraroig proper (NIR3), Càmera tèrmica infraroigs (TIR), LIDAR.
- Recull de mostres: Dispositiu de recull de mostres (Sampling Device SMP), Petit Impactador (Small Carry-on Impactor SCI), Càmera desplegable (Deployable Camera DCAM3).
- Aterradors/rovers, tots ells sense rodes:[6] Explorador mòbil de superfície MASCOT (Mobile Asteroid Surface Scout),[a], MINERVA-II 1 (ROVER 1A i ROVER 1B), MINERVA-II 2 (ROVER 2).

## Missió
El llançament tingué lloc el 3 de desembre de 2014 des del Centre Espacial de Tanegashima mitjançant un coet H-IIA. Aleshores, i fins al 5 d'octubre del 2015, l'asteroide de destí encara tenia el nom provisional "1999 JU3". La sonda va arribar a l'asteroide Ryugu el 27 de juny de 2018. Durant els prop de 17 mesos que va romandre en el seu entorn, va dur a terme un seguit d'accions:
- Observació detallada de l'asteroide a diferents alçades i mesura de la seva gravetat.
- Llançament dels components del MINERVA-II 1 (21 de setembre del 2018).[13]
- Llançament del mòdul MASCOT, que havia d'operar 16 hores i finalment va estar actiu una hora més (3 d'octubre del 2018).[6]
- Primer contacte amb la superfície de l'asteroide i recollida de mostres superficials (22 de febrer del 2019).[14]
- Llançament de l'impactador SCI per generar un petit cràter, allunyant-se del punt d'explosió per evitar qualsevol impacte (5 d'abril de 2019).[15]
- Un cop localitzat amb precisió el cràter, segon aterratge en la seva ubicació per recollir les mostres de major profunditat (11 de juliol del 2019).[16]
- Llançament del MINERVA-II 2 (3 d'octubre del 2019).
- Sortida cap a la Terra (13 de novembre del 2019).

El retorn de les mostres el va fer aproximant-se a 200 quilòmetres de la Terra i llançant la càpsula que, equipada amb un paracaigudes, queia el 5 de desembre del 2020 a la base militar de la Reial Força Aèria Australiana a Woomera i a continuació era recollida pels equips de recuperació i portada al Japó. Un cop llançada la càpsula, la Hayabusa 2 va iniciar la seva següent missió.